# 道之尾站
道之尾站（日语：／ Michinoo eki */?）是位於長崎縣長崎市葉山一丁目372番和西彼杵郡長與町高田鄉，九州旅客鐵道（JR九州）的長崎本線（長與支線）車站。

## 車站構造

### 站房

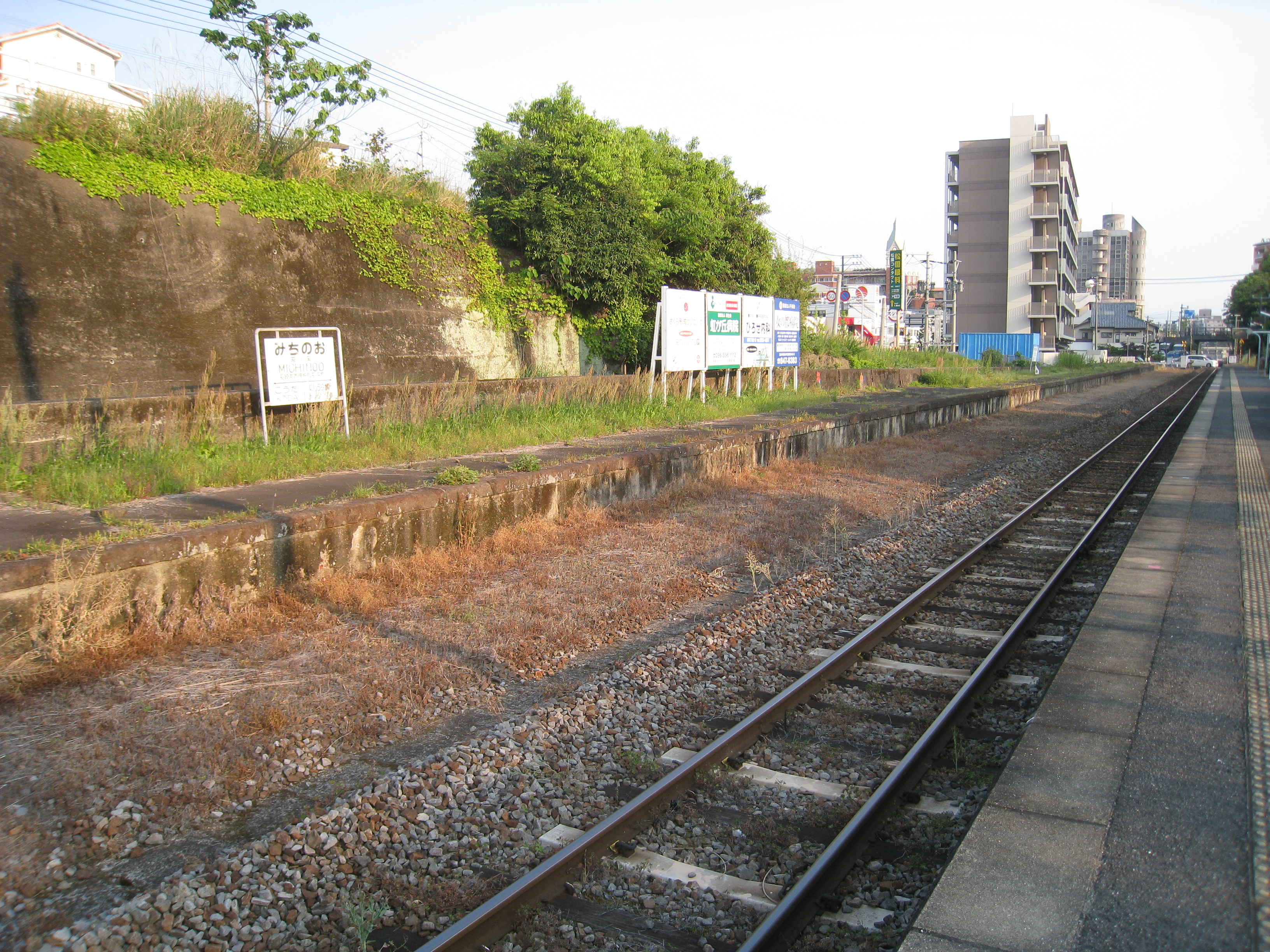
在後方可見曾經用作列車交會的月台遺蹟。

設有單層木建站房一座，為1925-26年間所興建，一直使用至今。站房剛好位處長崎市和長與町的邊界。在站務室的一端位於長崎市內，而候車室及洗手間則位於長與町內。
1945年長崎市原子彈爆炸，站房受到了損毀，後來被認定為被爆建築物之一。現時部份站房乃屬於後期重建。另外，在原爆後，本站房被臨時徵用作為救護站及收容所，並有臨時救護列車行走本站與浦上之間，現時站房門口旁設有一塊由長崎市立滑石中學校所設立的記事板以作紀念。
車站出入口設於站房中央，進站後，中央部份為車站大堂；右側為原站務室，窗口前方設置了一部自助售票機；左側為男、女獨立洗手間。通過車站大堂可到達開放式閘口，中央設有一對供出、入閘專用的IC卡感應器，旁邊則設有自助增值機。

### 月台
現時只有1座側式月台使用中，列車不可以在本站交換，長度約為200米，有約長度為10輛。
然而在新線未建成時，本站共有2個側式月台，可供列車交換或特急列車通過之用，新線開通後，因應列車大幅減少而把東邊的原2號月台路軌撤去，相關月台亦一直丟空至今。
列車靠站時，往長崎方向為右側上落，往諫早方向為左側上落。
| 月台                  | 路線 | 目的地                                           |
| --------------------- | ---- | ------------------------------------------------ |
| ■長崎本線（長與支線） | 上行 | 長與、諫早方向 經■大村線往竹松、早岐、佐世保方向 |
| ■長崎本線（長與支線） | 下行 | 長崎方向                                         |

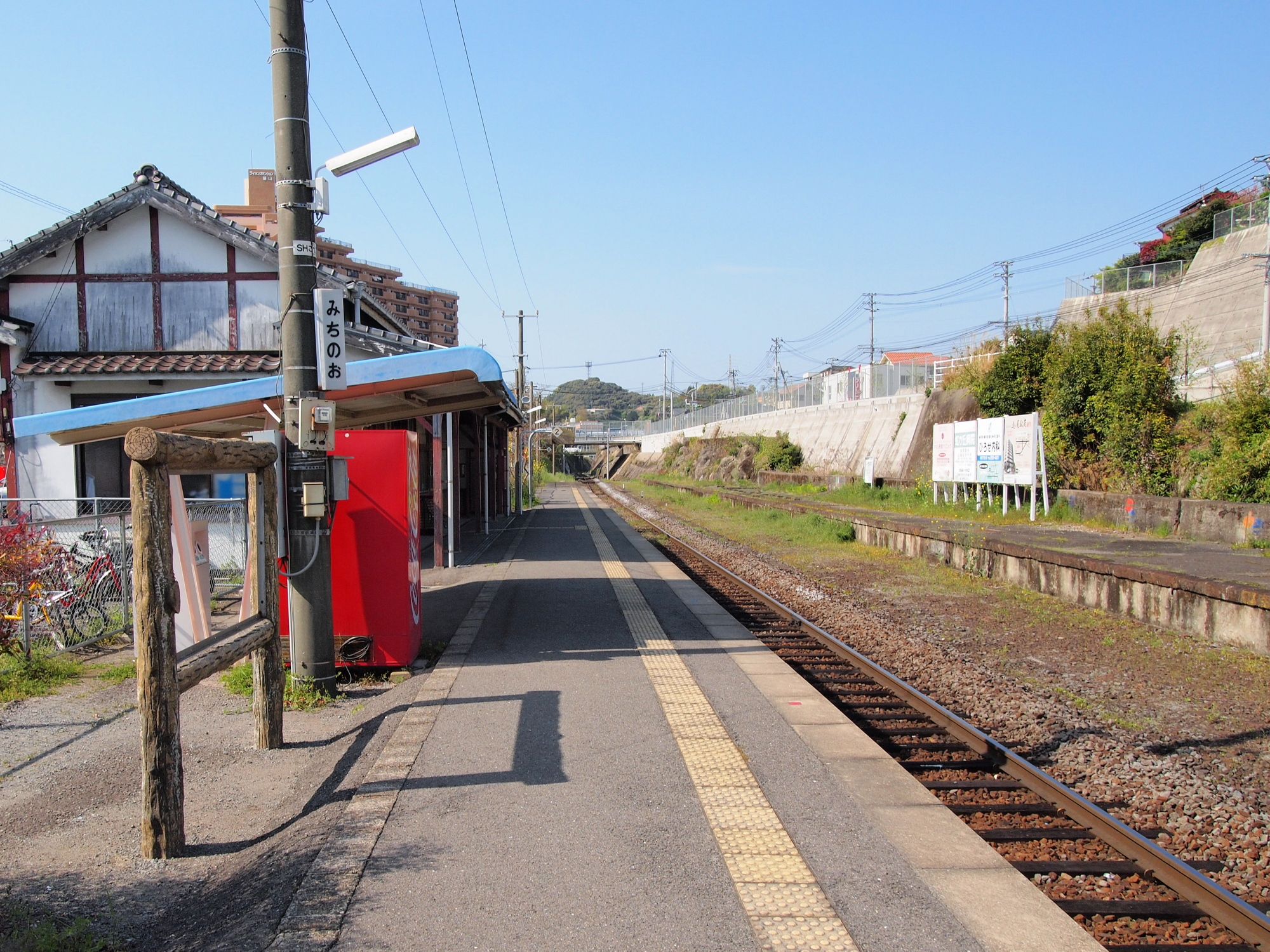
站內。
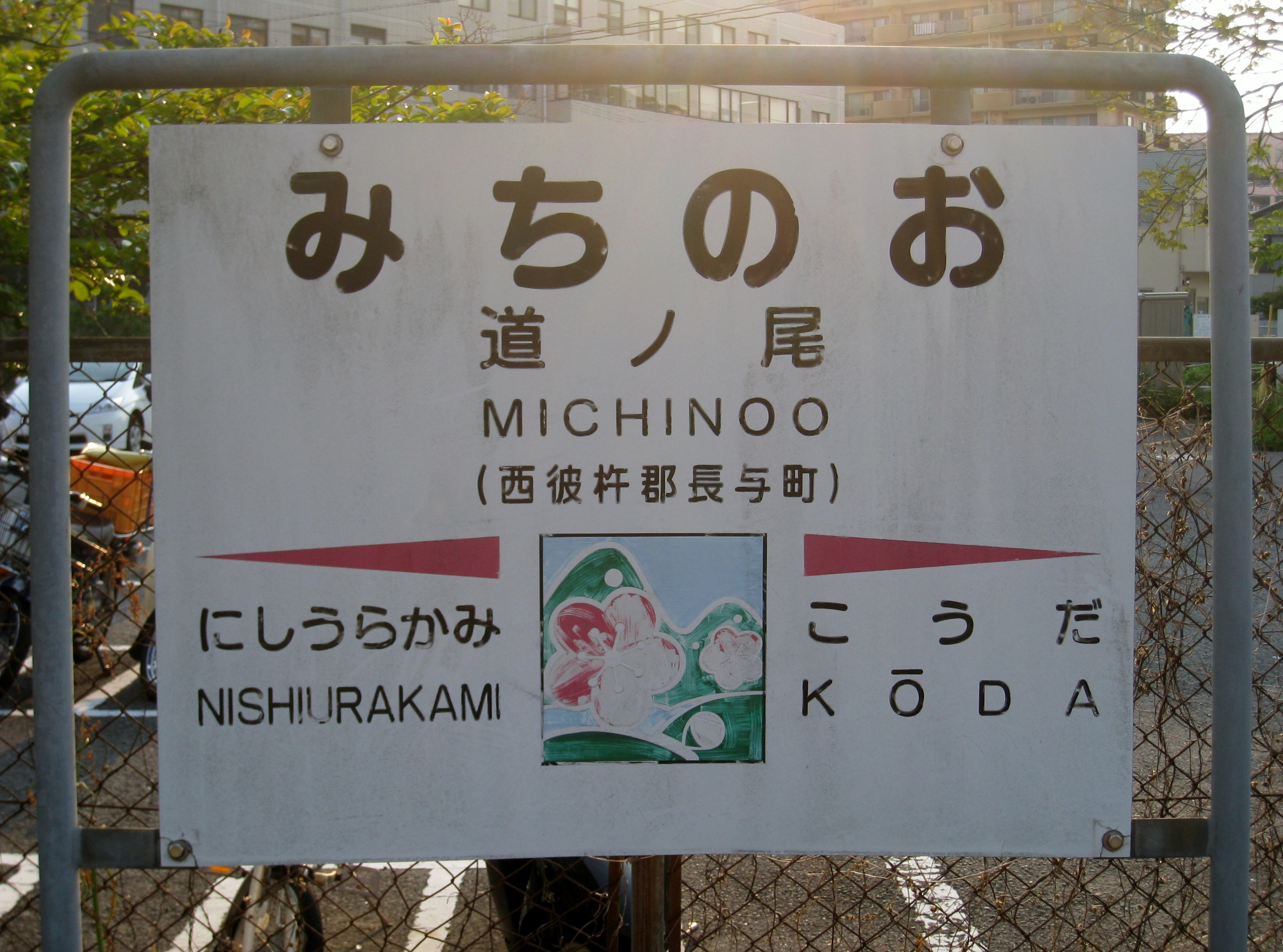
站名牌
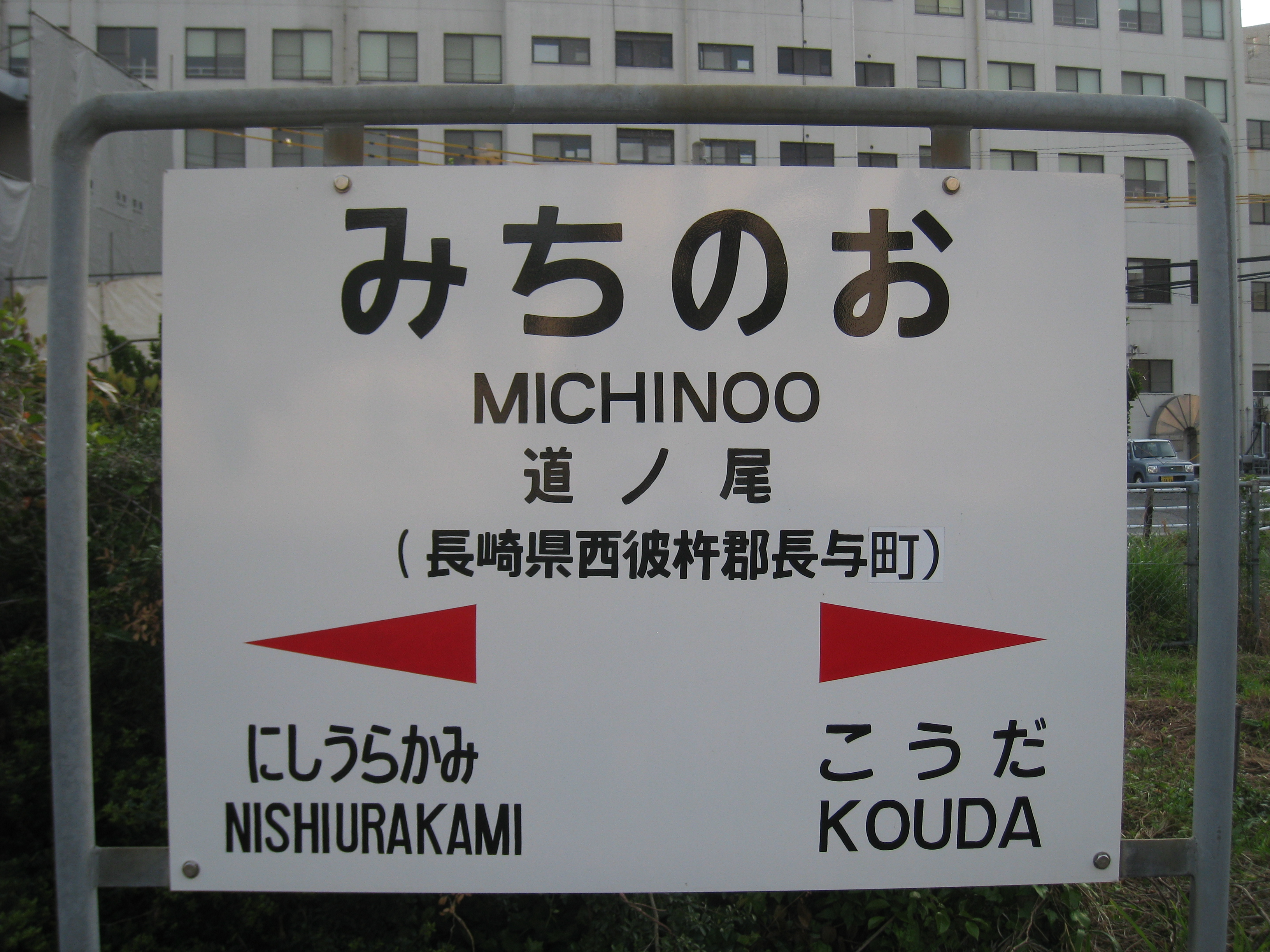
站名牌

## 歷史
- 1897年7月22日：長與站至長崎站（即現時的浦上站）之間開通，此站啟用[1]。
- 1925年～1926年：現時的站房落成[4][5]。
- 1972年：隨著新線（經市布）開通，此站的交會設備撤走[5]。
- 1987年4月1日：隨國鐵分割民營化，車站由九州旅客鐵道（JR九州）營運[6]。
- 2012年12月1日：包括此站之內的19個長崎地區車站引入了SUGOCA[7]。
- 2022年：

- 3月11日：最後一天有人售票。
- 3月12日：無人化。

## 使用狀況
1日平均乘車人次如下：
| 乘車人次變化 | 乘車人次變化 | 乘車人次變化  |
| 年度         | 1日乘車人次  | 1日上落車人次 |
| ------------ | ------------ | ------------- |
| 2000         | 804          |               |
| 2001         | 773          |               |
| 2002         | 810          |               |
| 2003         | 843          |               |
| 2004         | 810          |               |
| 2005         | 796          |               |
| 2006         | 756          |               |
| 2007         | 749          | 1,492         |
| 2008         | 731          | 1,465         |
| 2009         | 738          | 1,482         |
| 2010         | 725          | 1,462         |
| 2011         | 735          | 1,479         |
| 2012         | 800          | 1,600         |
| 2013         | 888          | 1,746         |
| 2014         | 920          | 1,816         |
| 2015         | 966          | 1,901         |
| 2016         | 987          | 1,938         |
| 2017         | 1,052        |               |
| 2018         | 1,095        | 2,148         |
| 2019         | 1,132        |               |
| 2020         | 950          |               |
| 2021         | 984          |               |
| 2022         | 1,056        |               |
| 2023         | 1,697        |               |

## 車站周邊
車站附近為相對密集的民居，不論是屬於長崎市的葉山町或是屬於長與町的高田鄉西南部都有相當的民房，加上亦有長崎市立岩屋中學等學校，所以通勤和通學的乘客亦相對較多。

## 相鄰車站
九州旅客鐵道（JR九州）
長崎本線（長與支線）
高田－道之尾－西浦上